# Килмес
Вижте пояснителната страница за други значения на Килмес.
Килмес (на испански: Quilmes) е град в Аржентина, провинция Буенос Айрес. Намира се на брега на река Ла Плата, на 16 km югоизточно от центъра на град Буенос Айрес. Населението на Килмес е 582 943 души (2010 г.).

## История
Килмес е основан през 17 век, когато там са заселени насилствено индианци от племето килмес, преселени от испанските колониални власти от района на Тукуман. Към 1810 селището е изоставено и се превръща в град-призрак. По-късно то е повторно заселено, превръщайки се в предградие на разрастващия се Буенос Айрес.

## Личности
Родени
- Серхио Агуеро (р. 1988), футболист